# Ciernie (Świebodzice)
Ciernie (niem. Zirlau) – część (dzielnica) Świebodzice (Freiburg in Schlesien, Freiburg in Niederschlesien), włączona w granice miasta 1 stycznia 1973 roku, wcześniej wieś.
W latach 1954–1968 wieś należała i była siedzibą władz gromady Ciernie, po przeniesieniu siedziby gromady i zmianie jej nazwy, w gromadzie Świebodzice.

## Nazwa (wywód etymologiczny)
Nazwa Ciernie nie jest jednoznaczna. Niektórzy wywodzą je od róży, które niegdyś bardzo bujnie rosły na ich terenie. Stąd też wielu bogatych mieszkańców Świebodzic, jak i dynastie panujące w zamku Książ posiadało tam ogrody i letnie domki.
Nazwa może również pochodzić od określenia koloru – czerni. Jako osobna miejscowość Ciernie zostały wymienione pod nazwą Cyrna w 1300 roku w średniowiecznym łacińskim utworze opisującym Żywot Świętej Jadwigi (Vita Sanctae Hedwigis). Dawniej zwane również Zirlau (nazwa w tej postaci ukształtowała się na przełomie XVII i XVIII w.) oraz Czarna Świdnicka (przystanek kolejowy o tej nazwie istniał w latach 1945–1947). Bezpośrednio tuż po II wojnie światowej w użytku lokalnym funkcjonowało również nadanie (spolszczenie) Cyrla (1945-1946). Oficjalną nazwę urzędową w brzmieniu polskim wieś otrzymała z dniem 12 listopada 1946 r. na mocy Rozporządzenia Ministrów: Administracji Publicznej i Ziem Odzyskanych z dnia 12 listopada 1946 r. o przywróceniu i ustaleniu urzędowych nazw miejscowości (Monitor Polski z 1946 r., nr 142, poz. 262 – strona 8).

## Zabytki

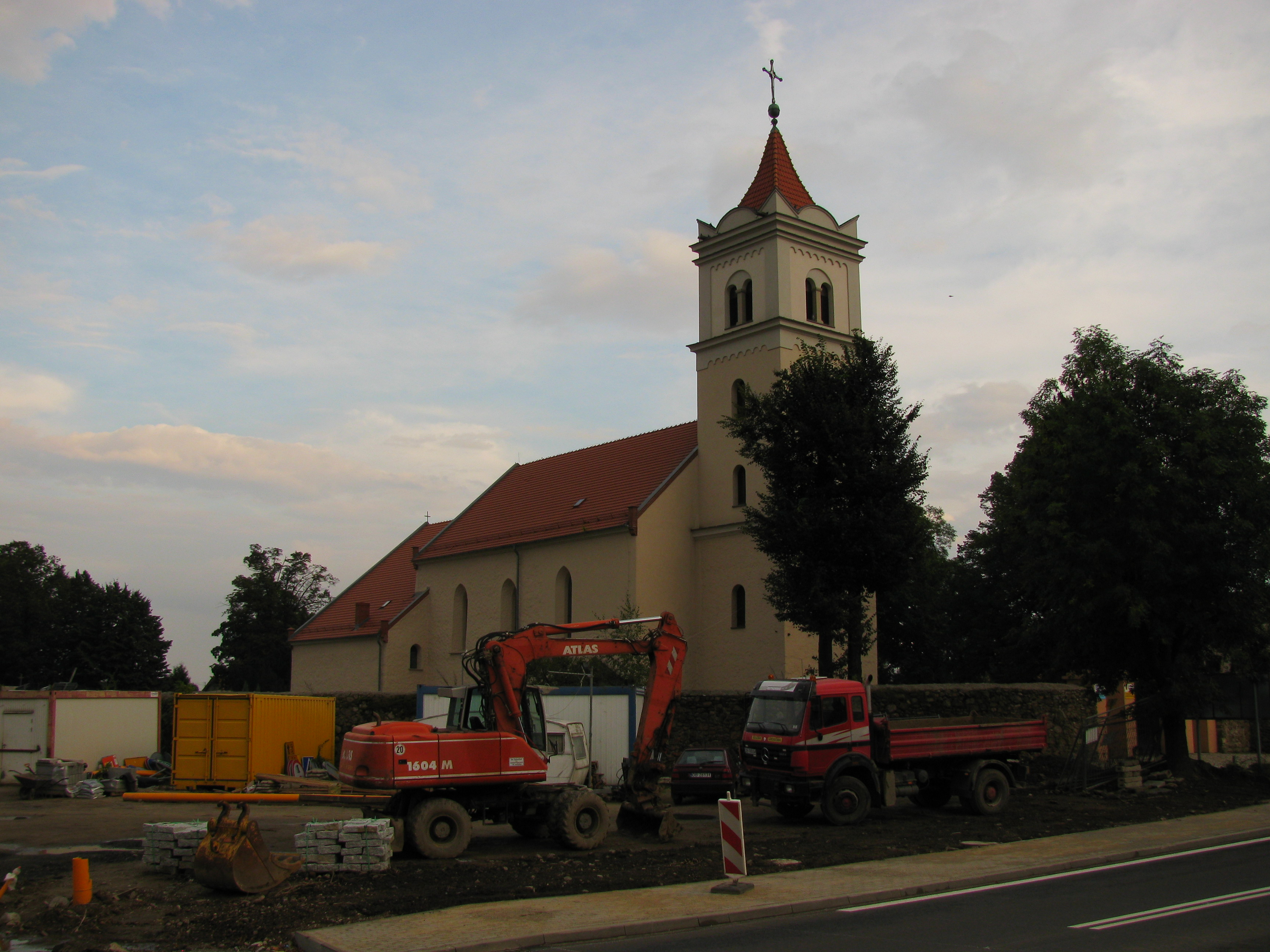
Kościół pw. św. Franciszka

Do wojewódzkiego rejestru zabytków wpisany jest:
- kościół pomocniczy pw. św. Franciszka z Asyżu, wzniesiony w pierwszej poł. XIII w., w XV w. przebudowany na gotycki, wyposażenie pochodzi z różnych epok, fresk z XV wieku przedstawiający św. Krzysztofa, 1891 r.

inne zabytki:
- stare kamienne monolitowe krzyże nieznanego wieku i przyczyny fundacji:
  - wolno stojący zlepieniec pobielony
  - złamany teutoński (krzyżacki)
  - wmurowany z żółtego piaskowca

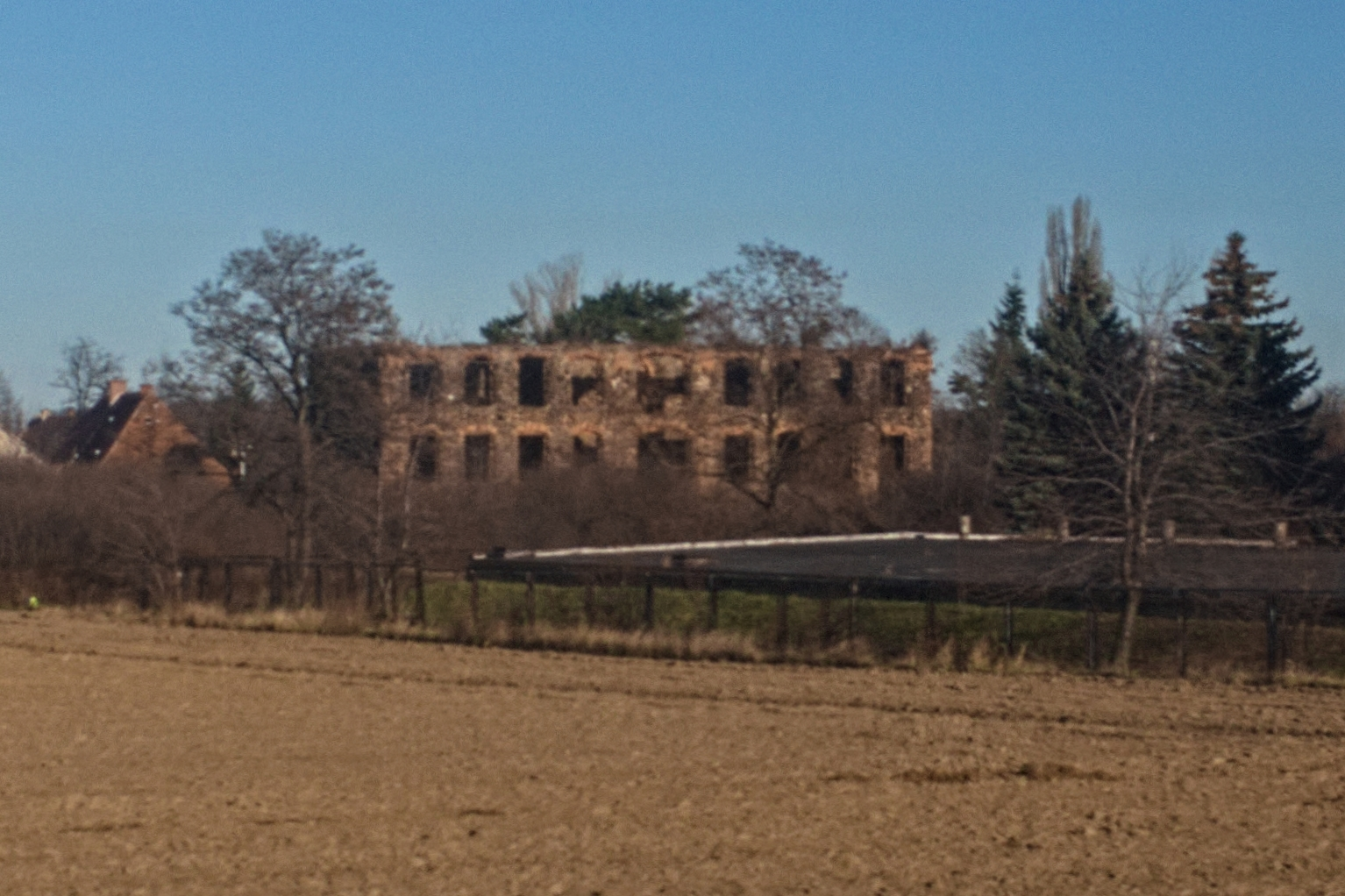
Ruiny pałacu w Cierniach (2019)

Krzyże te określane są często jako tzw. krzyże pokutne co nie ma podstaw w żadnych dowodach ani badaniach, a jest oparte jedynie na nieuprawnionym założeniu, że wszystkie stare kamienne krzyże monolitowe, o których nic nie wiadomo, są krzyżami pokutnymi, chociaż w rzeczywistości powód fundacji takiego krzyża może być różnoraki, tak jak każdego innego krzyża. Niestety hipoteza ta stała się na tyle popularna, że zaczęła być odbierana jako fakt i pojawiać się w lokalnych opracowaniach, informatorach czy przewodnikach jako faktyczna informacja, bez uprzedzenia, że jest to co najwyżej luźny domysł bez żadnych bezpośrednich dowodów.
- ruiny pałacu Hochbergów